# Secure Hash Algorithms
Secure Hash Algorithms (em português, Algoritmos de Hash Seguro) são uma família de funções hash criptográficas publicadas pelo Instituto Nacional de Padrões e Tecnologia (NIST) como um Federal Information Processing Standard (FIPS) dos EUA, incluindo:
- SHA-0: um retrônimo aplicado à versão original da função de hash de 160 bits publicada em 1993 sob o nome "SHA". Foi retirado logo após a publicação devido a uma "falha significativa" não revelada e substituído pela versão ligeiramente revisada SHA-1.
- SHA-1: Uma função hash de 160 bits que se assemelha ao algoritmo MD5 anterior. Foi desenvolvido pela Agência de Segurança Nacional (NSA) para fazer parte do algoritmo de assinatura digital. As fraquezas criptográficas foram descobertas no SHA-1 e o padrão não era mais aprovado para a maioria dos usos criptográficos após 2010.
- SHA-2: Uma família de duas funções de hash semelhantes, com tamanhos de bloco diferentes, conhecidas como SHA-256 e SHA-512. Eles diferem no tamanho da palavra; O SHA-256 usa palavras de 32 bytes, enquanto o SHA-512 usa palavras de 64 bytes. Também existem versões truncadas de cada padrão, conhecidas como SHA-224, SHA-384, SHA-512/224 e SHA-512/256. Estes também foram projetados pela NSA.
- SHA-3: Uma função de hash chamada Keccak, escolhida em 2012 após uma competição pública entre designers não pertencentes à NSA. Ele suporta os mesmos comprimentos de hash do SHA-2 e sua estrutura interna difere significativamente do restante da família SHA.

Os padrões correspondentes são FIPS PUB 180 (SHA original), FIPS PUB 180-1 (SHA-1), FIPS PUB 180-2 (SHA-1, SHA-256, SHA-384 e SHA-512). O NIST atualizou a Publicação de Projeto FIPS 202, Padrão SHA-3 separada do Secure Hash Standard (SHS).